# Quadro DCC
Quadro DCC是NVIDIA的於2001年5月14日推出的專業顯示晶片，定位於工作站領域。採用該系列晶片的顯示卡是由NVIDIA授權德國Elsa（艾爾莎）公司獨家推出的GLoria DCC產品。Quadro DCC顯示晶片基於GeForce3標準版顯示晶片，而GeForce 3全系列都可以通過更改電阻而變為Quadro DCC，有廠商如耕宇的GeForce3全系列產品都帶有硬體跳線，用家只要加入跳線帽即可輕鬆將顯示卡變為價值1000美元的Quadro DCC，某些配備128MB顯示記憶體的型號變身後效能甚至比Quadro DCC本尊更高。由於這些原因，造成Quadro DCC銷量十分不理想，市場上十分少見，並迅速被Quadro4系列取代。

## 產品規格

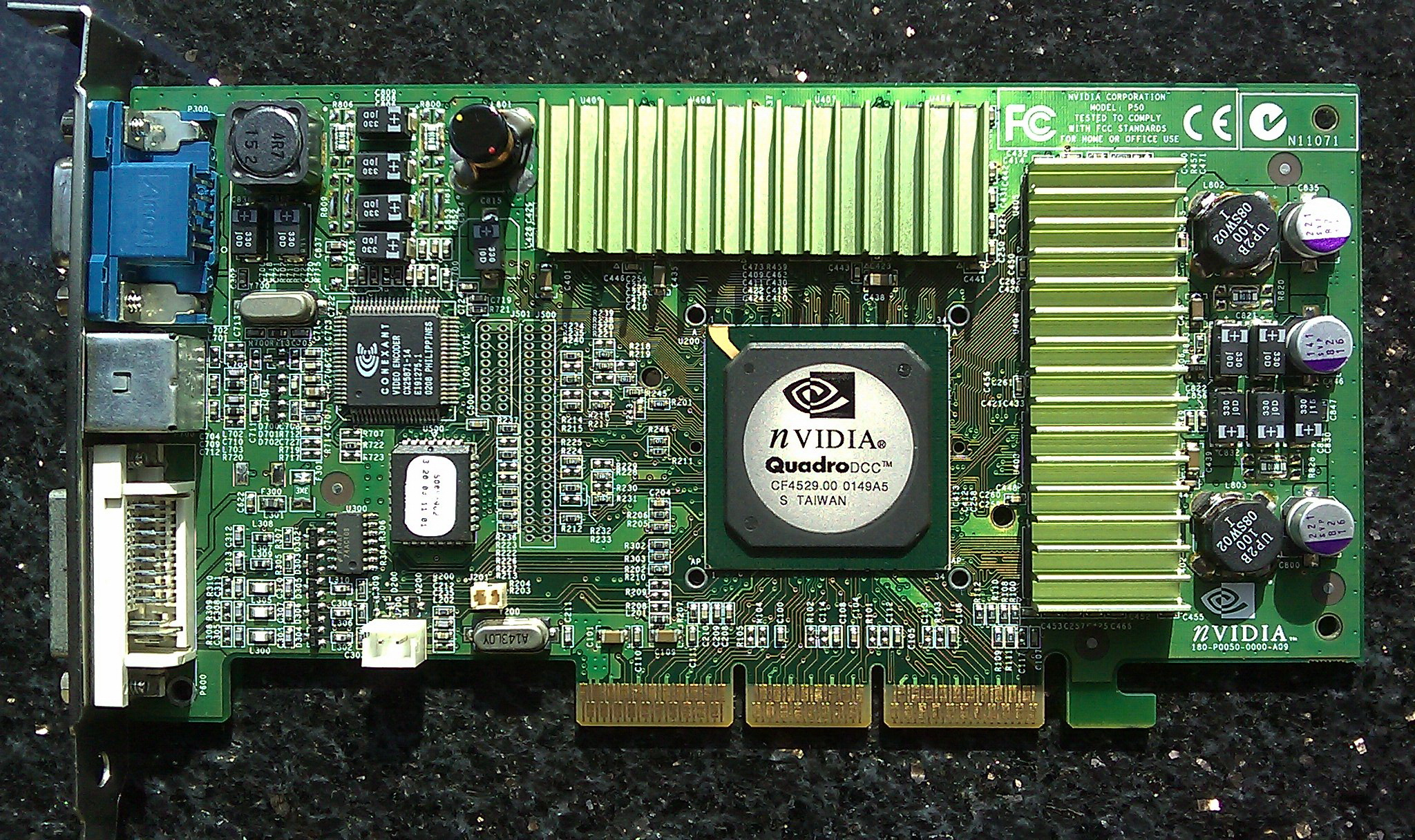
ELSA GLoria DCC

- 開發代號：NV20GL
- 製造工藝：0.18微米製程
- 核心位寬：256位
- 顯存位寬：128位
- 核心頻率：200 MHz
- 記憶體類型：DDR SDRAM
- 記憶體容量：64MB
- 記憶體頻率：460 MHz
- 記憶體頻寬：7.4 GB/s
- RAMDAC頻率：350 MHz
- 渲染管線：4
- 紋理單元：2
- 介面：AGP 4X
- DirectX版本：8.0

## 更多資訊
- NVIDIA顯示核心列表
- GeForce 3

## 外部連結
- NVIDIA Quadro DCC主頁（页面存档备份，存于）